# Nominalgruppe
Der Ausdruck Nominalgruppe wird in der Grammatik teilweise als Synonym von Nominalphrase verwendet; in der Tradition der funktionalen Grammatik nach Michael Halliday wird jedoch ein Unterschied zwischen Gruppe und Phrase gemacht. Halliday hat diesen Unterschied so beschrieben: „Eine Phrase unterscheidet sich von einer Gruppe, indem die Phrase wie ein kompakterer Satz wirkt, während die Gruppe so wie ein erweitertes Wort aussieht“. Zweitens unterscheidet sich das funktionale Konzept der Nominalgruppe vom Konzept der Nominalphrase, weil es an der beschriebenen Sache verankert ist, während sich der letztere auf distributionelle Klassen gründet.
Deswegen kann man die Nominalgruppen zweimal Bier und zwei Krüge Bier funktional ähnlich betrachten: dadurch bestellt man eine gewisse Menge alkoholische Substanz. Im Gegensatz muss man formell bemerken, dass zweimal Bier ein einziges Nomen enthält, während die Wortfolge zwei Krüge Bier aus zwei Nomen besteht. In formellen Beschreibungen wird normalerweise die Regel „eine Nominalphrase pro Nomen“ angesetzt, und man beschreibt die Wortfolge zwei Krüge Bier als eine Nominalphrase in einer anderen.